# Вола (Италия)
Во̀ла (на италиански: Volla и на неаполитански: Volla) е град и община в Южна Италия, провинция Неапол, регион Кампания. Разположен е на 25 m надморска височина. Населението на общината е 23 443 души (към 2010 г.).